# فرانک اودوی
فرانک اودوی (انگلیسی: Frank Odoi؛ زادهٔ ۲۳ فوریهٔ ۱۹۴۳) بازیکن فوتبال اهل غنا بود.
وی همچنین در تیم ملی فوتبال غنا بازی کرده‌است.